# Ryoichi Nakagawa
Ryoichi Nakagawa (中川 良一 Nakagawa Ryōichi?,  1913–1998) fue un ingeniero aeronáutico  y automotriz japonés. Se graduó en la Universidad Imperial de Tokio (actual Universidad de Tokio) en 1936 y se unió a la Compañía Aeronáutica Nakajima ese mismo año.

## Carrera
Mejoró el motor Nakajima Sakae para el Mitsubishi A6M Zero, el Nakajima Ki-43 y varias otras aeronaves que utilizaban este motor. Fue el Diseñador Jefe del motor Nakajima Homare para el Nakajima Ki-84, el Nakajima C6N y el Kawanishi N1K entre otras aeronaves. Diseñó junto a Yasushi Koyama el Nakajima Ki-44 Shōki.
Con el fin de la Segunda Guerra Mundial, el Comandante Supremo de las Fuerzas Aliadas prohibió a la Compañía Nakajima producir aeronaves, y se vio obligada a dividirse en doce compañías. Dos de ellas eran Fuji Heavy Industries y Prince Motor Company. Nakagawa fue nombrado gerente de ingeniería de Prince, y lideró al equipo de ingenieros de la compañía. Supervisó todos los proyectos de vehículos de Prince, incluyendo el Nissan Skyline, el Prince Gloria BLSI, el Prince R380 y el Nissan Prince Royal entre otros. En este etapa, trabajaría junto a Jiro Tanaka, otro destacado ingeniero aeronáutico japonés. 
Tras la fusión de Prince con Nissan en agosto de 1966, Nakagawa fue ascendido a Director Ejecutivo de Nissan en 1969. (Al igual que Tanaka)
Fue el fundador de Japan Electronics Control Systems Company, Ltd.  (JECS), una subsidiaria de Nissan (que a su vez también era una joint venture entre distintas empresas del rubro) para diseñar, desarrollar y fabricar sistemas automotrices de control electrónico.
Más tarde se convirtió en el presidente de la Sociedad de Ingenieros Automotrices de Japón (JSAE). Fue elegido para la Academia Nacional de Ingeniería de Estados Unidos en 1990, por su "liderazgo sobresaliente y logros en el desarrollo de motores de aviones y automóviles de alto rendimiento, sistemas de control de emisiones y electrónica".
Falleció el 30 de julio de 1998.